# Sör-Hedvattensjön
Sör-Hedvattensjön är en sjö i Åsele kommun i Lappland och ingår i Ångermanälvens huvudavrinningsområde. Sjön har en area på 0,94 kvadratkilometer och ligger 357,2 meter över havet.

## Delavrinningsområde
Sör-Hedvattensjön ingår i det delavrinningsområde (709339-157962) som SMHI kallar för Mynnar i Stavselån. Medelhöjden är 379 meter över havet och ytan är 12,8 kvadratkilometer. Det finns ett avrinningsområde uppströms, och räknas det in blir den ackumulerade arean 26,96 kvadratkilometer. Hedvattenbäcken som avvattnar avrinningsområdet har biflödesordning 3, vilket innebär att vattnet flödar genom totalt 3 vattendrag innan det når havet efter 174 kilometer. Avrinningsområdet består mestadels av skog (61 procent) och sankmarker (31 procent). Avrinningsområdet har 0,94 kvadratkilometer vattenytor vilket ger det en sjöprocent på 7,3 procent.